# Riegsee

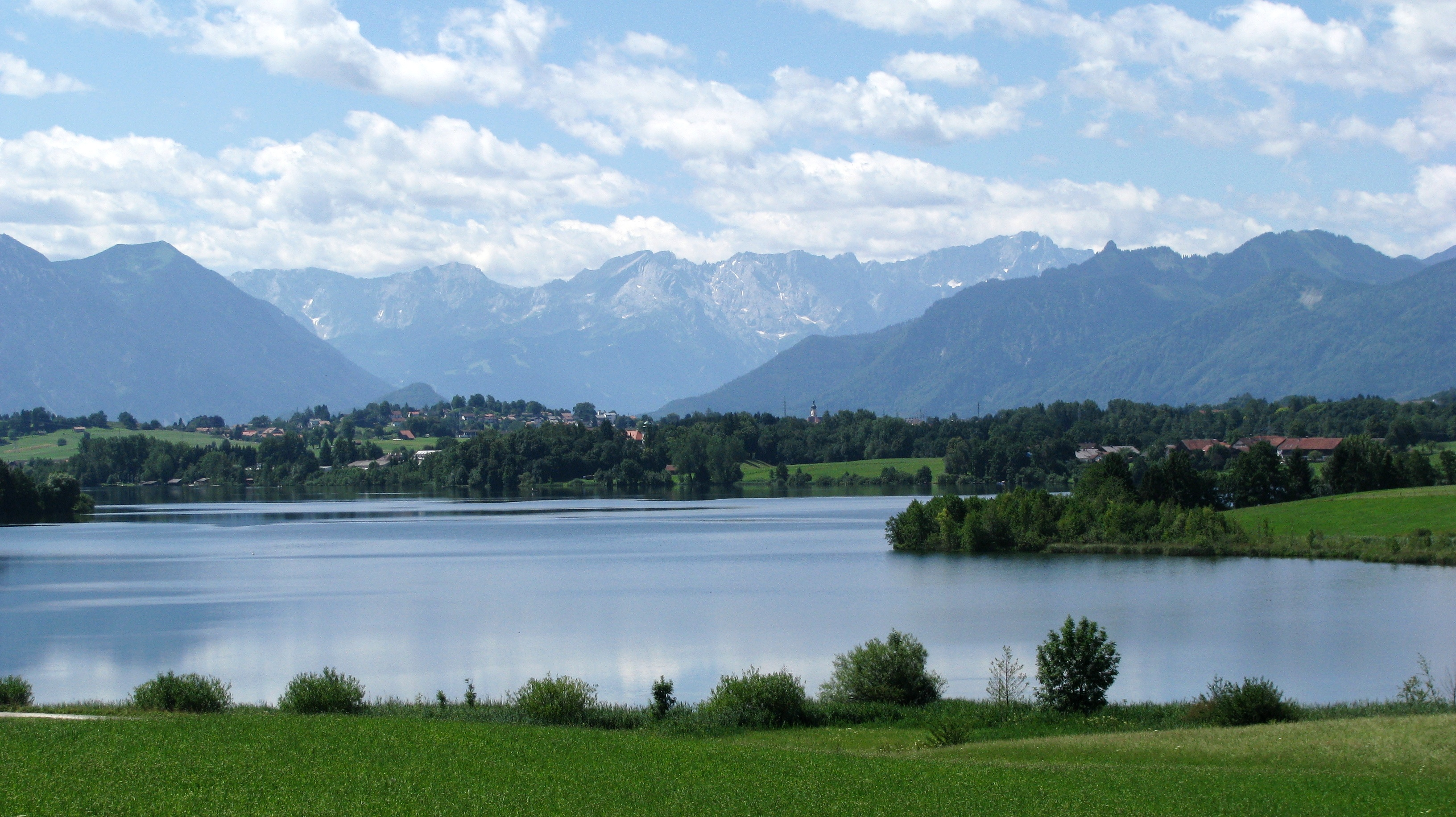
Blick über den Riegsee Richtung Süden; im Hintergrund Berge von Estergebirge, Wetterstein- und Ammergebirge (von links)

Der Riegsee ein 3,3 km langer und bis zu 0,6 km breiter See im Landkreis Garmisch-Partenkirchen, Oberbayern nordöstlich von Murnau.
Der Ort ist Teil der Tourismusregion Das Blaue Land.

## Etymologie
Seinem Namen liegt der Personenname Ruodgis zugrunde. Riegsee bedeutet also „See des Ruodgis“.
Ruodgis ist ein Germanenname und bedeutet „Siegpfeil“ (Dr. Schweizer).
Der Name hat sich im Laufe der Jahrhunderte folgendermaßen entwickelt:
- ca. 1050 Ruodgisis-se, Ruodgise
- ca. 1150 Ruetkis-se
- ca. 1250 Ruogese
- im Dialekt Riagse

## Geographie
Der See hat eine Fläche von 188 Hektar. Es handelt sich um einen Toteissee aus der Würmeiszeit, dessen Becken vom Isar-Loisach-Gletscher geformt wurde. Der See ist nur flach ausgeschürft wegen seiner geschützten Lage zwischen den Rippen der Faltenmolasse in der Murnauer Mulde. Gegen Ende der Würmeiszeit war der Wasserspiegel des Sees etwa 10 m höher als heute. Er ist der größte bayrische See ohne oberirdischen Zu- oder Abfluss. Er wird wahrscheinlich durch Grundwasser gespeist und entwässert. Wie man durch Farbproben ermitteln konnte, tritt das Wasser des Sees im Ettinger Bach und Hungerbach bei Huglfing in starken Quellen zutage.
Ein trocken gefallener Ablauf nach Norden Richtung Söchering beweist, dass der See in spätglazialer Zeit einen um etwa 15 m höheren Wasserspiegel hatte und der wesentlich größere Zufluss über diesen Überlauf abfloss. Dieser Zufluss wird im abschmelzenden Gletscher vermutet, solange dieser noch über die Murnauer Molassefalte reichte. Die Talmulde erstreckt sich bis Etting und wird heute im Raum Söchering und dann wieder ab kurz vor Etting von Bächen genutzt.
Der See ist maximal 15,4 Meter tief, nach anderen Angaben 18,35 Meter. Der See bietet kaum öffentliche Bademöglichkeiten an, da viele Abschnitte im Uferbereich als privat ausgewiesen sind.
Der Riegsee wurde früher auch „Hungersee“ genannt, aus dessen Stand man die künftige Witterung erkennen könne. Vor langen Zeiten kamen die Getreidebauern aus dem Donauboden an den See, um den Wasserstand zu beobachten. Hatte der See viel Wasser, so war das ein schlimmes Vorzeichen.
Ganz im Südwesten bei Froschhausen liegt die Hornerlache, eine fast abgetrennte, rund 2,3 Hektar große Bucht. Nur hier und im nördlichsten Seezipfel sind nennenswerte Schilfbestände und Schwimmblattgesellschaften ungestört erhalten geblieben. Rund 210 Meter südlich des Riegsees liegt der wesentlich kleinere Froschhauser See.
Seit langem gab es so genannte Schwimmende Inseln auf dem Riegsee, bei denen es sich nicht um Inseln im Sinne von Landmassen handelt, sondern um Schwingrasen, die sich vom Ufer lösten, im Fall des Riegsees speziell um Moorpflanzenbewuchs, der das Ufer destabilisiert. Sechs davon wurden ab 1990 bei ihrer Bewegung über den See beobachtet. Die größte schwimmende Insel mit einer Fläche von rund 2000 m² und einer Masse von 4000 Tonnen löste sich 2009 in der Aidlinger Bucht im Nordosten des Gewässers. Diese wurde aus Sicherheitsgründen verankert, aber 2012 löste sich davon wiederum ein 1000 m² großes Stück, das im Folgejahr verankert wurde. Im Sommer 2015 lösten sich davon wieder Teilstücke.

## Verwaltung
Der See gehört mit fast der gesamten Fläche zum Markt Murnau am Staffelsee, Gemarkung Weindorf. Nur der nördlichste Zipfel mit rund 5,3 Hektar gehört zur Gemeinde Spatzenhausen, an die er auch mit weiteren Uferbereichen grenzt. Im Osten grenzt der See mit seinem Ufer an die Gemeinde Riegsee.
Der See mit alleinigem Fischrecht gehört seit 1910 der Familie von Poschinger-Camphausen.